# Portrait d'un chevalier de l'ordre de Saint-Étienne
Portrait d'un chevalier de l'ordre de Saint-Étienne est un tableau réalisé par la peintre italienne Artemisia Gentileschi vers 1619-1620. De format vertical, cette huile sur toile est le portrait à mi-corps d'un chevalier de l'ordre de Saint-Étienne sur un fond sombre. Vêtu d'un manteau noir bordé de fourrure, le vieil homme y figure les mains jointes. Longtemps attribuée à Giusto Sustermans, l'œuvre a été rendue à sa créatrice à la faveur de la redécouverte de sa signature sous le personnage, ce qui semble exclure que le modèle soit Carlo Graziani, comme préalablement suggéré. Elle est conservée dans une collection privée.